# Alfred Claeys-Boúúaert
Alfred Louis Fernand Ghislain Claeys-Boúúaert, né le 16 mai 1844 à Gand et y décédé le 4 mars 1936 fut un homme politique belge catholique.
Claeys-Boúúaert fut docteur en droit (1866, RUG).  
Il fut élu sénateur provincial de la province de Flandre-Orientale (1894-1921).

## Sources
- Bio sur ODIS